# Blade of the Phantom Master
Blade of the Phantom Master of Shin Angyo Onshi is een Koreaanse manga/manhwaserie geschreven door Youn In-wan en geïllustreerd door Yang Kyung-il. De manga/manhwa verscheen van april 2001 tot september 2007 in Sunday GX magazine uitgegeven door Shogakukan.

## Inhoud
Het verhaal speelt zich af in een fictief land Jushin, gemodelleerd naar feodaal Korea. In Jushin waren geheime overheidsagenten genaamd amen osa (of angyō onshi in de Japanse versie), die vermomd door het land trokken. Deze overheidsagenten waren belast met de taak om corrupte overheidsambtenaren op te sporen en te straffen en gerechtigheid aan de burgers te brengen door de koning. 
Aan het begin van de serie is Jushin gevallen/vernietigd, en opgesplitst in veel kleinere landjes velen geregeerd door tirannieke krijgheren. Shin Angyo Onshi volgt de avonturen van een van de overgebleven amen osa, Munsu die doorgaat met door het land te trekken en hoe hij omgaat met de chaos veroorzaakt door de val van Jushin. 
Tijdens zijn avonturen wordt hij bijgestaan door Sando - een jonge vrouw met een enorm zwaard die hij in het eerste hoofdstuk redt van een tirannieke krijgsheer - die hem beschermt en Bang Ja een klein mannetje die hem helpt met kleine klusjes zoals koken. Hij bezit een medaille/medaillon mahai genaamd waarmee hij een leger van magische soldaten kan oproepen om hem bij te staan.

## Film
In 2004 is een animatiefilm van de serie verschenen. De film is gemaakt door het Japanse Oriental Light and Magic en het Koreaanse Character Plan. De film behandelt een paar van de eerste hoofdstukken van de serie.